# Яким Василев
Яким Василев е български революционер, деец на Вътрешната македоно-одринска революционна организация.

## Биография
Яким Василев е роден в демирхисарското село Бабино, тогава в Османската империя. Получава образование и работи като бакалин в родното си село. През 1901 година се присъединява към местния комитет на ВМОРО. През декември 1902 година турските власти правят обиск в къщата му и намират писма от местни войводи, включително от Йордан Пиперката. Първоначално е отведен в Прибилци, където е бит и разпитван, а след това е лежи в Битолския затвор до амнистията от пролетта на 1903 година. Влиза в четата на Йордан Пиперката, с която участва в Илинденско-Преображенското въстание, а през август участва в сражение на четата на Борис Сарафов в местността Нинеа орница и Боишка планина. След потушаването на въстанието се предава на Австро-унгарския консул в Битоля, а през 1904 година се връща в селото си и завежда касата на местния комитет. През 1907 година заедно с Дуко Илиев и други 60 души са арестувани от турската власт, след като намират уличаващи ги в революционна дейност писма в убития четник Пандо Калчов от Шумен, секретар в четата на Алексо Стефанов. Яким Василев и другите арестанти са осъдени на 101 години затвор, но след Младотурската революция от юли 1908 година са освободени.
Между 1915 и 1918 година по време на Първата световна война е избран за кмет и председател на тричленната общинска комисия в Бабинска община. Жени се за Ивана (1881 - ?). Доживява освобождението на Вардарска Македония през 1941 година. Избран е през 1942 година за съветник в дружеството на Илинденската организация в Жван.